# Gelis elongatus
Gelis elongatus är en stekelart som först beskrevs av Rudow 1917.  Gelis elongatus ingår i släktet Gelis och familjen brokparasitsteklar. Inga underarter finns listade i Catalogue of Life.